# ルーカス・バスケス
- ルーカス・バスケス
- ルカス・バスケス

ルーカス・バスケス・イグレシアス（Lucas Vázquez Iglesias, 1991年7月1日 - ）は、スペイン・ア・コルーニャ県クルティス出身のサッカー選手。スペイン代表。ポジションはディフェンダー。

## 経歴

### レアル・マドリード
2007年にレアル・マドリードの下部組織に入団。入団後はフベニル、Cチームと順調にステップアップしていき2011-12シーズンにはレアル・マドリード・カスティージャに昇格した。カスティージャではレギュラーとしてプレーし、トップチームではプレシーズンマッチの遠征メンバーにも招集されたが昇格の機会は訪れなかった。

### エスパニョール
2014年にRCDエスパニョールへ完全移籍オプション付きでレンタル移籍した（同時にレアル・マドリード側に買い戻しオプションも付与）。エスパニョールで迎えた2014-15シーズンはレギュラーとして33試合に出場してシーズン終了後にエスパニョール側は完全移籍オプションを行使したが、2015年7月2日にレアル・マドリード側は買い戻しオプションを行使。レアル・マドリード復帰が合意したことが発表された。

### レアル・マドリード復帰
レアル・マドリードの選手として迎えた2015-16シーズンは32試合に出場し、攻守における献身的なプレーを見せ、2015年12月30日に行われたレアル・ソシエダ戦でレアル・マドリードの選手としての初ゴールを記録。シーズン通算ではリーグ戦で4ゴール6アシストを記録した。2016年5月28日に行われたUEFAチャンピオンズリーグ・決勝戦のアトレティコ・マドリード戦では後半32分から出場し、延長戦の末のPK戦では第一キッカーを務め、レアル・マドリードの11度目となるチャンピオンズリーグ制覇に貢献した。
2016-17シーズンから背番号を18番から17番に変更した。2016年10月26日、2021年まで契約を延長したことが発表された。2016年12月に開催されたFIFAクラブワールドカップ2016ではガレス・ベイルが負傷したため、レギュラーとして攻守にわたって優勝に貢献した。
本来はフォワードだが、右サイドはポジションを争うベイルやマルコ・アセンシオ、ロドリゴがおり、バスケスは控えの扱いに留まっていた。転機が訪れたのは2020-2021シーズン。このシーズンは右サイドバックのレギュラーであるダニ・カルバハルに負傷が相次ぎ、控えのアルバロ・オドリオソラとナチョも負傷したことから右サイドバックが手薄になっており、ジネディーヌ・ジダン監督は、攻守に貢献できるバスケスを右サイドバックで起用することが多くなった。2015年12月の対ヘタフェCF戦で当時のラファエル・ベニテス監督に右サイドバックで初起用されて以来、何度かサイドバックで起用されていたが、このシーズンはサイドバックとして新境地を開き、右サイドならどこでもプレー可能なユーティリティー性がチームからも高く評価されていると報じられている。
2021年6月3日、そのユーティリティ性を買われ、レアル・マドリードと2024年までの契約延長に合意した。
2024年7月18日、クラブとの契約を2025年6月まで延長した。
2025年7月17日、復帰して10年を過ごしたレアル・マドリードからの退団が決定。退団セレモニーにはバカンスを中断して駆けつけたアンドリー・ルニンとキリアン・エムバペが出席した。

### 代表
EURO2016のスペイン代表メンバーに選出され、2016年6月7日のジョージア戦でスペイン代表デビューを果たした。

## 個人成績
| クラブ             | シーズン | リーグ     | リーグ戦 | リーグ戦 | カップ戦 | カップ戦 | 国際大会 | 国際大会 | その他 | その他 | 合計 | 合計 |
| クラブ             | シーズン | リーグ     | 出場     | 得点     | 出場     | 得点     | 出場     | 得点     | 出場   | 得点   | 出場 | 得点 |
| ------------------ | -------- | ---------- | -------- | -------- | -------- | -------- | -------- | -------- | ------ | ------ | ---- | ---- |
| エスパニョール     | 2014-15  | プリメーラ | 33       | 3        | 6        | 1        | 0        | 0        | 0      | 0      | 39   | 4    |
| エスパニョール     | 通算     | 通算       | 33       | 3        | 6        | 1        | 0        | 0        | 0      | 0      | 39   | 4    |
| レアル・マドリード | 2015-16  | プリメーラ | 25       | 4        | 1        | 0        | 7        | 0        | 0      | 0      | 33   | 4    |
| レアル・マドリード | 2016-17  | プリメーラ | 33       | 2        | 4        | 1        | 10       | 1        | 3      | 0      | 50   | 4    |
| レアル・マドリード | 2017-18  | プリメーラ | 33       | 4        | 5        | 3        | 10       | 1        | 5      | 0      | 53   | 8    |
| レアル・マドリード | 2018-19  | プリメーラ | 31       | 1        | 7        | 3        | 6        | 1        | 3      | 0      | 47   | 5    |
| レアル・マドリード | 2019-20  | プリメーラ | 18       | 2        | 1        | 1        | 4        | 0        | 0      | 0      | 23   | 3    |
| レアル・マドリード | 2020-21  | プリメーラ | 24       | 2        | 1        | 0        | 8        | 0        | 1      | 0      | 34   | 2    |
| レアル・マドリード | 2021-22  | プリメーラ | 29       | 3        | 2        | 0        | 8        | 0        | 2      | 0      | 41   | 3    |
| レアル・マドリード | 2022-23  | プリメーラ | 23       | 4        | 1        | 0        | 5        | 0        | 1      | 0      | 30   | 4    |
| レアル・マドリード | 2023-24  | プリメーラ | 29       | 3        | 0        | 0        | 9        | 0        | 0      | 0      | 38   | 3    |
| レアル・マドリード | 通算     | 通算       | 245      | 25       | 22       | 8        | 67       | 3        | 15     | 0      | 349  | 36   |
| 総通算             | 総通算   | 総通算     | 278      | 28       | 28       | 9        | 67       | 3        | 15     | 0      | 388  | 40   |

| クラブ                             | シーズン | リーグ    | リーグ戦 | リーグ戦 | その他 | その他 | 合計 | 合計 |
| クラブ                             | シーズン | リーグ    | 出場     | 得点     | 出場   | 得点   | 出場 | 得点 |
| ---------------------------------- | -------- | --------- | -------- | -------- | ------ | ------ | ---- | ---- |
| レアル・マドリード・カスティージャ | 2011-12  | セグンダB | 23       | 4        | 3      | 0      | 26   | 4    |
| レアル・マドリード・カスティージャ | 2012-13  | セグンダ  | 26       | 3        | 0      | 0      | 26   | 3    |
| レアル・マドリード・カスティージャ | 2013-14  | セグンダ  | 40       | 8        | 0      | 0      | 40   | 8    |
| 総通算                             | 総通算   | 総通算    | 89       | 15       | 3      | 0      | 92   | 15   |

## 代表歴

### 出場大会
- スペイン代表
  - 2016年 - UEFA EURO 2016（ベスト16）
  - 2018年 - 2018 FIFAワールドカップ（ベスト16）

### 試合数
- 国際Aマッチ 9試合 0得点 (2016年-2018年)[10]

| スペイン代表 | 国際Aマッチ | 国際Aマッチ |
| 年           | 出場        | 得点        |
| ------------ | ----------- | ----------- |
| 2016         | 3           | 0           |
| 2017         | 0           | 0           |
| 2018         | 6           | 0           |
| 通算         | 9           | 0           |

## タイトル

### クラブ
レアル・マドリード
- UEFAチャンピオンズリーグ：5回（2015-16, 2016-17, 2017-18, 2021-22, 2023-24）
- UEFAスーパーカップ：4回（2016, 2017, 2022, 2024）
- FIFAクラブワールドカップ：3回（2016, 2017, 2018）
- プリメーラ・ディビシオン：4回（2016-17, 2019-20, 2021-22, 2023-24）
- コパ・デル・レイ：1回（2022-23）
- スーペルコパ・デ・エスパーニャ：4回（2017, 2019, 2022, 2024）